# Охотское сельское поселение
Охотское се́льское поселе́ние (укр. Охотське сільське поселення, крымскотат. Али Кеч кой юрту, Ali Keç köy yurtu) — муниципальное образование в Нижнегорском районе Республики Крым России, в степном Крыму, граничит с Советским районом.
Административный центр — село Охотское.

## История
В советское время был образован Охотский сельский совет.
Сельское поселение образовано в соответствии с законом Республики Крым от 5 июня 2014 года.

## Население
| 2001  | 2014  | 2015  | 2016  | 2017  | 2018  | 2019  |
| ----- | ----- | ----- | ----- | ----- | ----- | ----- |
| 1703  | ↘1399 | ↗1400 | ↗1430 | ↗1433 | ↘1416 | ↘1396 |
| 2020  | 2021  |       |       |       |       |       |
| →1396 | ↘1388 |       |       |       |       |       |

## Состав сельского поселения
| № | Населённый пункт | Тип населённого пункта       | Население |
| - | ---------------- | ---------------------------- | --------- |
| 1 | Охотское         | село, административный центр | ↘1328     |
| 2 | Родники          | село                         | ↘71       |